# Pierce LePage
Pierce LePage, född 22 januari 1996, är en kanadensisk friidrottare som tävlar i mångkamp.

## Karriär
Vid världsmästerskapen i friidrott år 2023 i Budapest vann LePage guld i tiokamp. Vid världsmästerskapen i friidrott år 2022 tog han silver i samma gren.